# Cristian Chironi
Cristian Chironi (Nuoro, 1974) è un artista italiano.
Cristian Chironi è cresciuto in Sardegna tra Orani e Ottana, in provincia di Nuoro. Ha studiato all'Accademia di Belle Arti di Bologna. Dal 1998 si impegna in una ricerca visiva attraverso i linguaggi della fotografia, della performance e del video creando una sorta di interazione tra loro e cercando sempre di coinvolgere il contesto, sia esso umano (pubblico) o ambientale (spazio). Attualmente vive e lavora nelle case di grandi architetti sparsi per il mondo, seguendo un itinerario multidisciplinare dedicato all'"Arte di Vivere". Viaggia a bordo di una FIAT 127 Special, ribattezzata Camaleonte per la sua capacità di cambiare colore.

## Principali esposizioni

### Individuali
- MAUTO Museo Nazionale dell'Automobile Torino
- Istituto Italiano di Cultura di Città del Messico
- MAN – Museo d'arte della Provincia di Nuoro
- MAC Museo d'Arte Contemporanea Lissone
- Morton Street Partners Manhattan New York
- Istituto Italiano di Cultura Montreal Canada
- Villa Jeanneret-Perret La Chaux-de-Fonds
- Museion – Piccolo Museion Bolzano
- MANIFESTA13 Les Paralléles du Sud Unitè d’Habitation Marsiglia
- Casa Victoria Ocampo Bienalsur – Bienal Internacional de Arte Contemporanéo de América del Sur Buenos Aires
- Museo Nivola Orani
- Museo Pierre Jeanneret Chandigarh
- 16a Quadriennale Roma Palazzo delle Esposizioni
- Appartamento 50 – Unité d'Habitation Marsiglia
- Appartament Studio by Le Corbusier Parigi
- Padiglione Esprit Nouveau Bologna.

### Collettive
- VX30 Chaotic Passion Museo d'Arte Contemporanea Villa Croce Genova
- Lié (ou non) à un emplacement en particulier Kunstmuseum Thun
- Moroso Concept for Contemporary Ary Villa Manin
- The laws of hospitaly P420 Gallery
- Untitled (As of Yet) Flux Factory New York
- Chinese Whispers Cura.Basement Rome
- Far From Where Macro Pelanda Rome
- Volume Collection Museum of Modern and Contemporary Art Rijeka
- Community – The collective rituals before and after the Web Marca – Museum of Arts of Catanzaro
- City Limits – Close your eyes and dream Tongji University in Shanghai
- International Festival for Arts and Media Yokohama 2009/CREAM Tokyo University of the Arts Competition Yokohama;
- To Bring International Videos To Istanbul Akbank Sanat and Istanbul Bilgi University Istanbul;
- Soft Cell: dynamics in space in Italy and videoReport Italia GC AC Monfalcone;
- Rereading the Image – Photography as storage of meaning (Italy 1970-2009) Prague Biennal Art 4; ; *SS9 – Roads BlueArt Municipal Art Gallery of Imola
- Home sweet home, MAN-Art Museum of the Province of Nuoro.

## Partecipazione a festival ed eventi di performance
- Santarcangelo Festival Internazionale del teatro in piazza Santarcangelo di Romagna
- Sunny Side UpNetwerk Aalst
- LE FAR° Festival des arts vivants Nyon; Burning Ice Kaai Theater/studio's Brussel
- CORPUS.Arte in azione Museo Madre Napoli
- Le soirées nomades de la Fondation Cartier Paris
- Les urbaines - Festival des créations émergentes Lausanne
- Trama Fundacao Serralves Porto
- Carta Bianca Espace Malraux Chambéry de la Savoie
- International prize for performance Trento
- Mirfestival Atene
- transACTION Munchen
- Uovo performing arts festival Milan
- Plateaux Festival Frankfurt
- Oltrarno Atelier Festival Cango Florence
- RED Reggio Emilia;
- Living Room Xing/Raum Bologna.

Nel 2015 ha progettato il tradizionale Vecchione da bruciare a Bologna in Piazza Maggiore  la sera del 31 dicembre.